# 亨利·約翰·凱薩
亨利·約翰·凱薩 (英語：Henry John Kaiser，1882年5月9日—1967年8月24日是一位美國實業家，後來被稱為現代美國造船之父。凱薩建立了凱薩造船廠，在第二次世界大戰期間建造了自由輪，之後組建了凱薩鋁業和凱薩鋼鐵。 凱薩為其工人及其家人組織了凱薩醫療機構。 他曾領導過一家以設計安全著稱的汽車公司 Kaiser-Frazer，之後改名為凱蕯汽車。凱薩參與了大型建築項目，如市政中心和水壩的建設，並投資房地產。 憑藉他的財富，凱薩建立了一個非營利，無黨派，從事慈善的凱撒家族基金。

## 早年生活
凱薩於1882年5月9日出生在紐約Sprout Brook，他是德國移民Franz和Anna Marie（néeYops）Kaiser的兒子。 他的父親是一名鞋匠。凱撒的第一份工作是16歲時在紐約由提卡的百貨商店當現金男孩(英語：cash boy)。 早年他曾是一名攝影學徒，並在20歲時在普萊西德湖經營工作室。 
1906年，他利用自己的積蓄搬到了美國西海岸的華盛頓州，在那裡他創辦了一家靠承包政府合約的建築公司。
在這凱薩遇到了他未來的妻子貝絲·福斯堡(英語：Bess Fosburgh)，她是弗吉尼亞州伐木工人的女兒，當時她來到紐約普萊西德湖的攝影店購買底片。福斯堡的父親要求凱薩在結婚之前證明他經濟穩固;於是凱薩搬到華盛頓斯波坎，並成為一家五金公司的頂級推銷員，十個月後帶著足夠的資金回來安撫他未來的岳父。 1907年4月8日他與貝絲·福斯堡結婚，並生了兩個孩子，老埃德加·凱薩(英語：Edgar Kaiser，Sr)和小亨利·凱薩(英語：Henry Kaiser，Jr)。
1914年，凱薩成立了一家築路公司亨利·J·凱薩公司(英語：Henry J. Kaiser Co.，Ltd)。 是最早使用重型建築機械的公司之一。他的公司在1927年獲得了價值1800萬美元的合同，在古巴卡馬圭省修建公路，公司業務從而得到大幅的擴展。 1931年，他的公司是在科羅拉多河上興建胡佛水壩的主要承包商之一，之後也參與了哥倫比亞河上的邦納維爾水壩（英語：Bonneville Dam）和大古力水壩的興建。

在執行“六家公司”(英語：Six Companies, Inc)業務期間，由於他對賽艇運動的興趣，於是他在西雅圖和華盛頓塔科馬設立了造船廠，並採用大規模生產技術，如利用焊接代替鉚釘。

## 第二次世界大戰
亨利·凱薩是早期倡導將美國援助帶給那些在歐洲遭受納粹迫害的人。 1940年，在當時保持中立的美國進入第二次世界大戰的前一整年，凱薩擔任國際戰爭救濟(英語：Internal War Relief)聯合衣服收集中心(英語：United Clothing Collection)的國際主席，為希特勒在歐洲侵略下的難民提供急需的衣服，當時美國仍然是“孤立主義者”。
凱薩與希特勒的爭鬥最直接最有名的是：他在加州里奇蒙的凱薩造船廠;在第二次世界大戰期間，採用大量生產的技術，使得建造貨船的平均時間縮短為45天。這些船被稱為自由輪，後來經過改良在二戰中期提供更大更快的勝利輪。當他的團隊在四天內造完一艘船時，他成為舉世聞名的人物。
1942年11月8日星期日，重達10,500噸的 SS Robert E. Peary號的龍骨被放置，11月12日星期四，經過4天又15個半小時後，這艘船從加州里奇蒙造船廠起航。之前建造自由輪Joseph M. Teal號的記錄是十天。
他的員工參觀了福特裝配廠後，決定使用焊接代替鉚接造船。焊接的優點是它比較不費力，並且更容易教給成千上萬的員工，其中大多數是不熟練的勞工和許多婦女。凱薩在船舶建造中採用了分組合件的方法; 而以前，是數百名工人擠在一起完成一艘船。雖然這種做法已經在東海岸和英國試行一段時間，惟有凱薩能夠充分利用這個製程的優點，建立起新式的造船廠。
其他的凱薩造船廠位於華盛頓州哥倫比亞河上的瑞恩角（溫哥華）和俄勒岡州波特蘭市的天鵝島。 1942年11月16日，一艘較小的船以71小時40分鐘內完成，並從溫哥華碼頭起航。
凱薩船體也成為美國數量眾多、規模較小的“護航航空母艦”(英語：escort carrier)，在太平洋和大西洋兩大戰區都有超過100艘小型“航空母艦”(英語：aircraft carrier)。他為大規模生產商船和海軍艦艇而發展的概念仍延用至今。
當時焊接船體的脆裂問題仍然未解。這導致一些自由輪在寒冷的海域因為焊接失效而船體破裂，有時甚至完全斷裂成兩半。康斯坦斯·蒂珀 (英語：Constance Tipper)是第一個發現為什麼自由輪會裂成兩半的人之一。 在1947年船體開始進行小的設計變更並嚴格控制生產的焊接條件，直到1955年自由輪的損耗才被完全消除
透過他在六家公司(英語：Six Companies, In)成員的關係，凱薩在加州桑尼維爾的約書亞·亨迪鐵工廠(英語：Joshua Hendy Iron Works)也發揮了重要作用，他為自由輪打造了EC-2三重擴張蒸汽引擎(英語：triple expansion steam engines)。之後凱薩和他的合伙人組成了加州造船公司(英語：California Shipbuilding Corporation)。

## 凱薩醫療機構

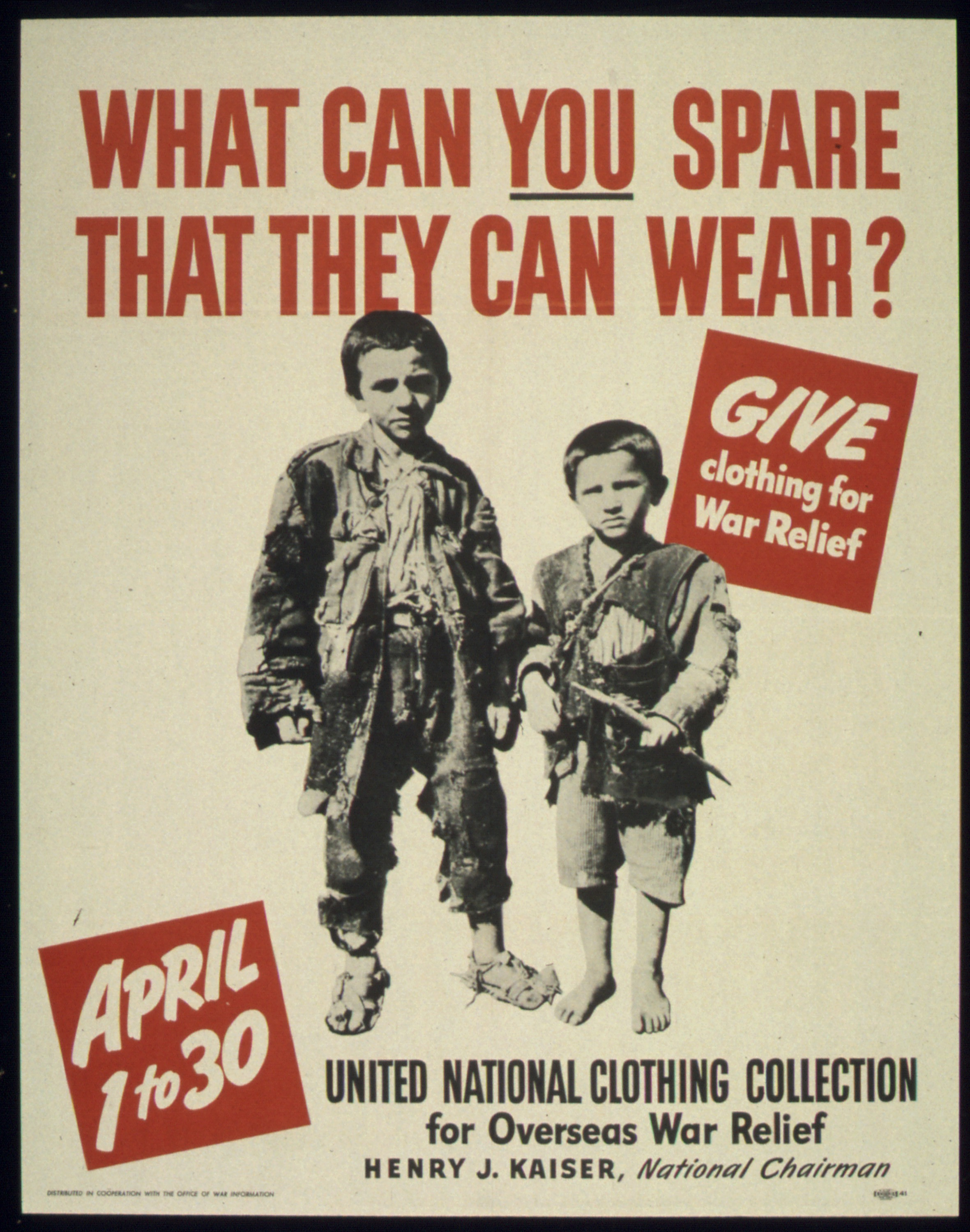

在加州里奇蒙的凱薩造船廠，凱薩實現了由凱薩醫療機構西德尼·加菲爾德博士（英語：Sidney Garfield）所提出的前衛思想。1942年8月10日由美國海事委員會(英語：U.S. Maritime Commission)資助、亨利·J·凱薩的Permanente基金會贊助、加菲爾德博士管理的凱薩里奇蒙野戰醫院(英語：Kaiser Richmond Field Hospital)開始營運。
由於戰時物資配給缺乏，野戰醫院只是以單層木材框架結構和簡約現代主義風格設計而成。該野戰醫院最初主要用途是急救設施，因此剛開始只有配備10張病床，後來在1944年病床量擴增到160張床位。
凱薩的里奇蒙野戰醫院是三階醫療系統的中層組成部分，包括6個在造船廠裝備精良的急救站，以及位在奧克蘭負責治療重症的主要醫療院所。到1944年8月，92.2％的里奇蒙造船廠員工加入了凱薩醫療機構，這是美國第一個大規模提供預付和大量醫療設施的自願性團體醫療計劃。
戰爭結束後，健康計劃擴大到包括工人及其家庭。為了服務於各種產業的員工，凱薩在加州核桃溪、夏威夷、南加州開設了醫療機構，陸陸續續也在其他許多地方開設了醫療機構。從那時起，在加州都柏林、利佛摩、普萊森頓、馬丁尼茲、聖塔克拉拉和安提阿克等地都設置了該醫療機構。

## 第二次世界大戰後

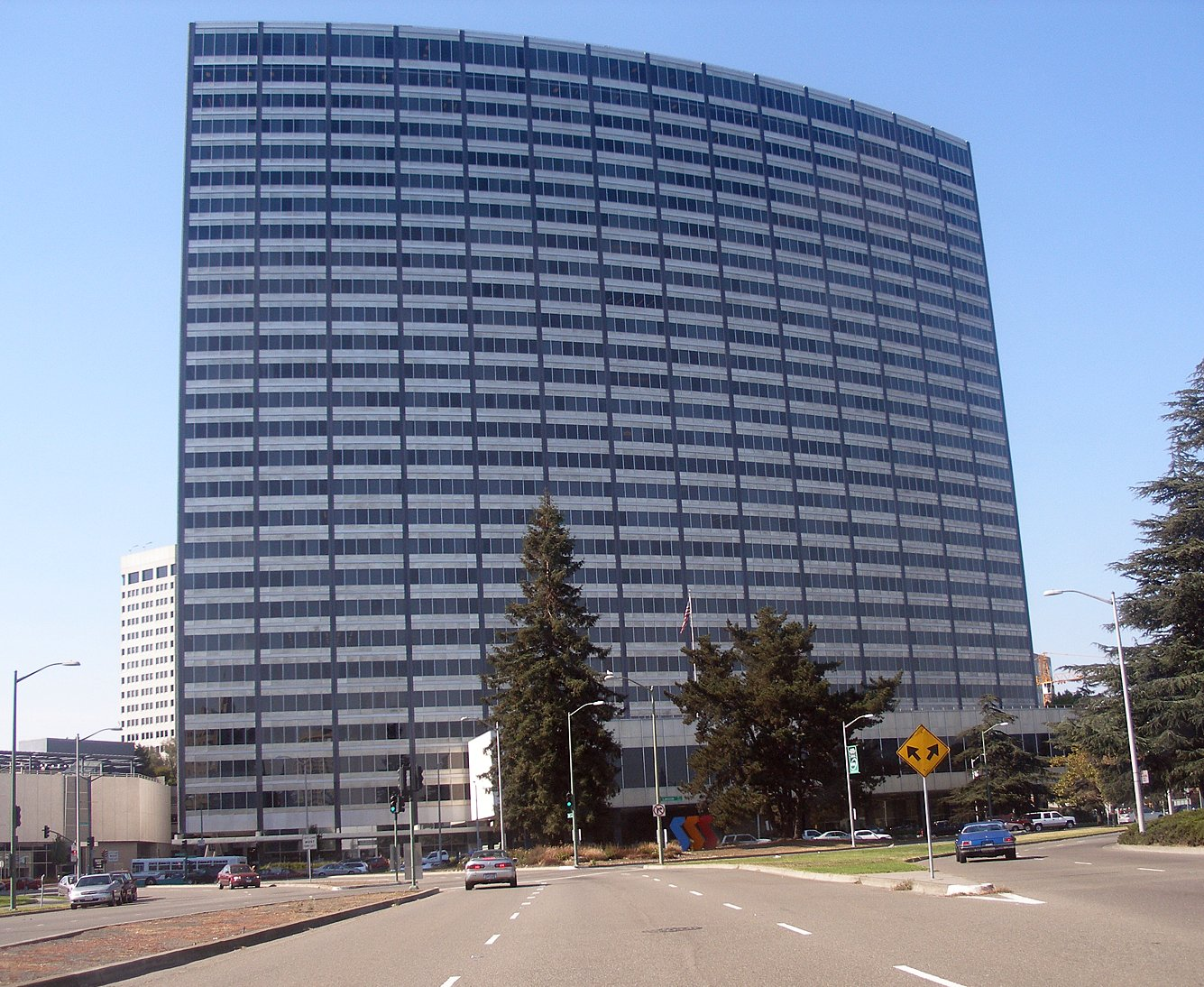
位於奧克蘭市中心的凱薩中心是凱薩工業公司的總部。 當時，它是奧克蘭最高的建築，以及“芝加哥以西最大的辦公樓”。

作為房地產巨頭，凱薩在夏威夷創立了夏威夷檀香山郊區社區。凱薩還為洛杉磯聖費爾南多谷地區的計劃社區帕諾拉瑪市(英語：Panorama City)的開發提供資金。在夏威夷、西維吉尼亞、和加州
的學校以他的名字命名為榮。
1945年，凱薩與資深汽車公司高管約瑟夫·弗雷澤（英語：Joseph Frazer）合作，從格雷厄姆 - 佩奇（英語：Graham-Paige）的遺留物中建立了一家新的汽車公司，由弗雷澤擔任總統。它使用位於密歇根州Willow Run的福特汽車公司防禦工廠，該工廠最初是為福特生產的第二次世界大戰飛機製造的。 Kaiser Motors以凱薩和弗雷澤的名義生產汽車，直到1955年，它放棄了美國市場並將生產轉移到了阿根廷。在20世紀60年代後期，這些南美業務被出售給一家福特 - 雷諾合組的公司。 1953年，凱薩收購了吉普系列多功能車製造商Willys-Overland，並將其更名為Willys Motors。1963年，該公司再次更名為Kaiser-Jeep，最終於1970年被出售給美國汽車公司(英語：American Motors Corporation，縮寫:AMC)。作為交易的一部分，凱薩收購了AMC的22％股權，但後來該股被釋出。
凱薩於1946年通過租賃並隨後從美國政府購買了華盛頓州的製鋁設施而成立凱薩鋁業。最初的設施包括米德(英語：Mead)和塔科馬(英語：Tacoma)的還原廠以及特倫特伍德(英語：Trentwood)的軋鋼廠。凱薩鋁業將業務廣泛擴展到製鋁行業的許多項目，他參與鋁土礦的開採和精煉以及氧化鋁的生產，氧化鋁生產原鋁，以及鋁製品及半成品的生產。
1948年，凱薩成立了亨利·J·凱薩家庭基金會（也稱為凱薩家庭基金會），這是美國一家專注於醫療保健的私人非營利基金會。最初位於加州奧克蘭，後來搬到加州門洛公園。在凱薩去世時，他的一半財產留給了基金會。它在1991年由首席執行官德魯·奧特曼(英語：Drew Altman)進行重組。該基金會與凱薩醫療機構或凱薩工業無關，而是以智囊團形式獨立運作，主要向政策制定者、醫療保健團體、媒體和公眾提供事實和分析。
凱薩醫療機構聯邦信用合作社(英語： 簡稱：Kaiperm FCU）成立於1952年， 凱薩聯邦銀行(英語：Kaiser Federal Bank)成立於1953年，是凱薩醫院和醫療集團員工的信用合作社。到了1999年，凱薩醫療機構聯邦信用合作社成為一家聯邦儲蓄機構(英語：federal thrift charter)。
2008年9月，國家信用合作社管理局（英語：The National Credit Union Administration 簡稱:NCUA）選擇芝加哥Alliant Credit Union收購加州奧克蘭的Kaiperm FCU的資產。這項併購於2008年9月26日完成。
凱薩聯邦銀行於1999年轉為聯邦共同儲蓄銀行。2012年更名為Simplicity Bank，後來賣給了HomeStreet Bank。凱薩聯邦金融集團公司（英語：是一家馬里蘭州公司，擁有凱薩聯邦銀行的所有已發行普通股。
在20世紀50年代中期，凱薩要求威廉·貝斯勒（英語：William Besler)將他1953年的凱薩曼哈頓汽車(英語：Kaiser Manhattan)改為蒸汽引擎。貝斯勒在1957年至1958年期間完成了這項工作。但凱薩不喜歡改裝後的汽車，於是把它留給了貝斯勒。
1951年3月14日，凱薩的第一任妻子貝絲·福斯堡因長期臥病而去世。1951年4月10日，凱薩娶了照顧她的護士，艾利絲·切斯特(英語：Alyce Chester)（據說是在凱薩妻子的祝福下）。他收養了她的兒子，邁克·凱薩就讀於附近的拉斐特公立巴耶西托學校（Vallecito School)。然而，凱薩的注意力很快轉移到了夏威夷，並於1955年將家人搬到了那裡。凱薩搬到夏威夷後，西拉法耶特(英語：Lafayette)凱薩莊園逐漸荒蕪，最後被拆除，時至今日莊園已被分拆而無法辨識，分屬於好幾個家庭所擁有。
凱薩晚年在檀香山度過了大部分時光，並對完善城市景觀十分執著。他建造了凱薩夏威夷度假村，今天被稱為希爾頓夏威夷度假村，度假村採用明亮粉紅色吉普車作為交通工具。凱薩在這個度假村建造了美國第一個商用的幾何圓頂(英語：geodesic dome)建築，並作為劇院之用。
在20世紀50年代中期，凱薩被說服電視可以使凱薩品牌產品為大眾所知，他開始贊助華納兄弟和美國廣播公司合作的電視影集《超級王牌》(英語：Maverick)，以推廣家用產品，包括凱薩鋁箔和凱薩汽車。為了支持他在夏威夷的產業，凱薩引進華納兄弟複制其大受歡迎的電視影集《影城疑雲》 (英語：77 Sun Strip) 的成功元素，用以製作新電視影集《夏威夷之眼》(英語：Hawaiian Eye)。雖然該影集實際上是在加州柏本克的華納兄弟製片廠拍攝的，但該節目還是以凱薩的希爾頓夏威夷度假村為背景的私家偵探片。凱薩最後購買並建立了一系列廣播和電視台，後來被稱為凱薩廣播(英語：Kaiser Broadcasting)。 一些台號以他姓名字首字母“HK”為名，從1957年開始以KHVH-TV 13和KHVH AM 1040在檀香山播放。

## 死亡
1967年8月24日，凱薩在檀香山去世，享年85歲。 他被埋葬在加利福尼亞州奧克蘭主要陵墓區的山景公墓(英語：Mountain View Cemetery)。

曾經救活凱薩的第二任妻子艾麗絲·切斯特·凱薩(英語：Alyce Chester Kaiser)繼承了他一半的財產， 及他的長子埃德加·凱薩(英語：Edgar F. Kaiser Kaiser)自1956年以來一直擔任凱薩工業公司(英語：Kaiser Industries Corporation)總裁。
凱薩的孫子之一，小埃德加·凱薩(英語：Edgar Kaiser，Jr)，從1981年到1984年成為凱薩鋼鐵的總裁，並曾擁有國家美式橄欖球聯盟丹佛野馬隊經營權。 另一個孫子亨利·凱薩(英語：Henry Kaiser)是南極潛水員和實驗吉他手。

## 遺產
凱薩參與建設市政中心，道路和學校。他也是建造胡佛水壩和大古力水壩的財團之一。 凱薩還因發展和建設醫院、醫療中心和醫學院來引導先進的醫藥技術而受人矚目。
在加利福尼亞州老鷹山的採礦小鎮是西海岸第一個綜合採礦/加工業務的一部分，通過鐵路連接到他加利福尼亞州方塔納的工廠，也是第一家健康維護組織凱薩醫療機構(英語：Kaiser Permanente)的誕生地。
20世紀80年代和90年代建造的18艘美國海軍艦隊補給油船(英語：fleet replenishment oiler)的一個軍艦等級被命名為凱薩級(英語：Henry J. Kaiser class)。它導致第一艘海軍艦艇單位被取名為 USNS 亨利·J·凱薩(英語：USNS Henry J. Kaiser)，並於1986年12月19日進入軍事海運司令部(英語：Military Sealift Command)服勤。
1990年，凱薩得到了勞工部朋友的支持，成為華盛頓特區美國勞工部工黨名人堂成員。
2009年12月1日，加州州長阿諾·史瓦辛格和第一夫人瑪麗婭·施瑞弗爾在把凱薩放進加州薩克拉門託的加州博物館 加州名人堂中。

## 延伸閱讀
- Adams, Stephen B. Mr. Kaiser Goes to Washington: The Rise of a Government Entrepreneur (1998)
- Cobbs, Elizabeth Anne. The Rich Neighbor Policy: Rockefeller and Kaiser in Brazil (1994)
- Dias, Ric A. "Henry J. Kaiser: Can-do Capitalist, 'Government Entrepreneur,' and Western Booster", Journal of the West (Fall 2003) 42#3 pp. 54–62.
- Dias, Ric A. "'Built to serve the growing West,'" Journal of the West (Oct 1999) 38#4 pp. 57–64, on Kaiser Steel
- Foster, Mark S. Henry J. Kaiser: Builder in the Modern American West (1993)
- Foster, Mark S. "Prosperity's Prophet: Henry J. Kaiser and the Consumer/Suburban Culture: 1930-1950", Western Historical Quarterly (1986) 17#2 pp. 165–184 in JSTOR （页面存档备份，存于）
- Gilford, Stephen A. Build ‘Em by the Mile, Cut ‘Em off by the Yard: How Henry J. Kaiser and the Rosies Helped Win World War II (2011)
- Herman, Arthur. Freedom's Forge: How American Business Produced Victory in World War II (2012)

## 外部連結
- Henry J. Kaiser Family Foundation（页面存档备份，存于）
- History of Kaiser Aluminum （页面存档备份，存于）
- . 時代雜誌. 1960-10-24  [2007-09-09]. （原始内容存档于2013-07-21）.
- Henry J. Kaiser online image collection （页面存档备份，存于）, The Bancroft Library
- 有关亨利·約翰·凱薩在德国经济学中央图书馆（ZBW）20世纪新闻档案中的剪报。